# جاستین لئونارد
جاستین لئونارد (انگلیسی: Justin Leonard؛ زادهٔ ۱۵ ژوئن ۱۹۷۲) یک گلف‌باز اهل ایالات متحده آمریکا است.